# Marcy Rylan
Marcy Faith "Emme Rylan" Behrens, in arte Marcy Rylan o Emme Rylan (Providence, 4 novembre 1980), è un'attrice statunitense, attiva principalmente nel campo delle soap opera.

## Biografia
Tra i suoi ruoli più noti, figurano quello di Lizzie Spaulding in Sentieri (Guiding Light, 2006-2009), quello di Abby Newman in Febbre d'amore (The Young and the Restless, 2010-2013) e quello di Lulu Spencer Falconeri in General Hospital (2013-2020).

### Vita privata
È la compagna dell'attore Don Money, dal quale ha avuto due figli, Jackson Robert (nato nel 2009) e Levi Thomas (nato nel 2011).

## Filmografia

### Cinema
- Armageddon for Andy - ruolo: Bethany Hopkins
- Ragazze nel pallone - Tutto o niente (Bring It On: All or Nothing), regia di Steve Rash (2006) - ruolo: Winnie
- Impulse Black (2011) - Skyler Frost

### Televisione
- Drake & Josh - serie TV, 1 episodio (2005)
- Sentieri (Guiding Light) - soap opera, 392 episodi (2006-2009)
- Febbre d'amore (The Young and the Restless) - soap opera, 221 episodi (2010-2013)
- $#*! My Dad Says - serie TV, 1 episodio (2011)
- CSI - Scena del crimine - serie TV, 1 episodio (2013)
- General Hospital - soap opera (2013-2020)

## Doppiatrici italiane
- Valentina Mari in Ragazze nel pallone - Tutto o niente
- Lara Parmiani in: Sentieri[6][8]